# Atlético Sanluqueño Club de Fútbol
L'Atlético Sanluqueño Club de Fútbol è una società calcistica con sede presso Sanlúcar de Barrameda, in Andalusia, in Spagna. 
Milita nella Primera División RFEF, la terza serie del campionato spagnolo.

## Tornei nazionali
- 1ª División: 0 stagioni
- 2ª División: 0 stagioni
- 2ª División B: 6 stagioni
- 3ª División: 34 stagioni

## Stagioni
| Stagioni | Categoria | Posizione |
| -------- | --------- | --------- |
| 1948–58  | Cat. reg. | —         |
| 1958/59  | 3ª        | 15°       |
| 1959/60  | 3ª        | 6°        |
| 1960/61  | 3ª        | 16°       |
| 1961–65  | Cat. reg. | —         |
| 1965/66  | 3ª        | 10°       |
| 1966/67  | 3ª        | 8°        |
| 1967/68  | 3ª        | 8°        |
| 1968/69  | 3ª        | 15°       |
| 1969/70  | 3ª        | 16°       |
| 1970–80  | Cat. reg. | —         |

| Stagioni | Categoria | Posizione |
| -------- | --------- | --------- |
| 1980/81  | 3ª        | 3°        |
| 1981/82  | 3ª        | 12°       |
| 1982/83  | 3ª        | 19°       |
| 1983/84  | 3ª        | 3°        |
| 1984/85  | 3ª        | 11°       |
| 1985/86  | 3ª        | 4°        |
| 1986/87  | 3ª        | 3°        |
| 1987/88  | 2ªB       | 15°       |
| 1988/89  | 2ªB       | 3°        |
| 1989/90  | 2ªB       | 9°        |
| 1990/91  | 2ªB       | 13°       |

| Stagioni | Categoria | Posizione |
| -------- | --------- | --------- |
| 1991/92  | 2ªB       | 17°       |
| 1992/93  | 3ª        | 5°        |
| 1993/94  | 3ª        | 7°        |
| 1994/95  | 3ª        | 12°       |
| 1995/96  | 3ª        | 2°        |
| 1996/97  | 3ª        | 8°        |
| 1997/98  | 3ª        | 15°       |
| 1998/99  | 3ª        | 8°        |
| 1999/00  | 3ª        | 6°        |
| 2000/01  | 3ª        | 4°        |
| 2001/02  | 3ª        | 15°       |

| Stagioni | Categoria | Posizione |
| -------- | --------- | --------- |
| 2002/03  | 3ª        | 12°       |
| 2003/04  | 3ª        | 9°        |
| 2004/05  | 3ª        | 16°       |
| 2005/06  | 3ª        | 5°        |
| 2006/07  | 3ª        | 17°       |
| 2007/08  | 3ª        | 6°        |
| 2008/09  | 3ª        | 16°       |
| 2009/10  | 3ª        | 16°       |
| 2010/11  | 3ª        | 8°        |
| 2011/12  | 3ª        | 1°        |
| 2012/13  | 2ªB       |           |

## Palmarès

### Competizioni nazionali
- Tercera División: 1

2011-2012

### Altri piazzamenti
- Segunda División B:

Terzo posto: 1988-1989 (gruppo IV)
- Tercera División:

Secondo posto: 1995-1996